# Nathalie Dewez
Nathalie Dewez (Leuven, 1974) is een Belgisch interieurarchitect, beeldend kunstenaar, en licht- en meubelontwerper. In 2011 werd ze uitgeroepen tot  ‘Designer van het jaar’ door MAC's.

## Studie en loopbaan
Dewez studeerde interieurarchitectuur aan l’Ecole Nationale Supérieure des Arts Visuels de la Cambre (ENSAV) in Brussel. Tijdens haar studies ontwikkelde Dewez een interesse voor lichtontwerp. Voor haar staat ‘licht’ onlosmakelijk verbonden met de ruimte. In 2001 studeerde ze af als interieurarchitect met een lampontwerp.
Dewez richtte in 2003 ‘Nathalie Dewez Design Studio’ op. Ze werkt samen  met verschillende architectenbureaus en internationale producenten zoals Archi 2000, 51N4E, Hermès, Habitat, Ligne Roset, De Castelli en Vervloet. In 2014 was Dewez ook één van de ontwerpers van het Belgisch label Moome.

## Werk en visie
Het werk van Dewez omvat verlichtingsarmaturen, objecten, meubels en grootschalige sculpturen.
Typerend voor haar werk als lichtontwerper is de aandacht voor materiaal, productietechniek en functionaliteit. Ze maakt gebruik van hedendaagse en technische materialen zoals thermoform materiaal, plexiglas, koolstofvezel, nylon, metaal en glas.
De verlichtingsarmaturen van Dewez zijn gekenmerkt door een minimum aan materialen, lijnen of vlakken, waarbij er wordt geëxperimenteerd met de dualiteit van materie en niet-materie.

## Verlichtingsarmaturen
- Balance, bureaulamp [5]
- Moon-ophanging, hanglamp [7]
- LAMP 06 - Ligne Roset, leeslamp [8]
- La Plic, wandlamp [9]
- Sol Air - Ligne Roset, staanlamp [10]
- Prism - Ligne Roset, hanglamp
- De Lamp van Mudam, lichtinstallatie [11]
- Car Light lamp - Ligne Roset, tafellamp [12]

## Tentoonstellingen
- 2010: ‘Fighting the box’ - Centrale For Contemporary Art, Brussel [13]
- 2016: ‘Post Natural History’ - Spazio Nobile, Brussel [14]
- 2016: ‘Forest of Light’ - Spazio Nobile, Brussel [14]
- 2016: ‘Silver Edition’ - Spazio Nobile, Brussel [14]
- 2017: ‘Brussels Design September’, Brussel [15]

## Prijzen
- 2010: ‘Balance light’ genomineerd voor ‘Beste Product’ - Design Festival, London [7]
- 2011: ‘Designer of the year’ - Weekend Knack Magazine & Le Vif Weekend, Le Grand-Hornu [16][17]
- 2011: ‘Design Pierre Bergé Foundation Award’ - Veilinghuis Pierre Bergé & Associés, Brussel [5]